# Jacobo Fitz-James Stuart y Falcó
Jacobo Fitz-James Stuart y Falcó   (Madrid i Suïssa, 17 d'octubre de 1878 - Lausana, 24 de setembre de 1953), conegut com a Jimmy Alba, va ser un noble, mecenes i polític espanyol, XVII duc d'Alba. Durant la dictadura franquista va exercir d'ambaixador d'Espanya en el Regne Unit. D'altra banda, va promoure l'estudi de la història dels Alba i de les seves col·leccions d'art.

## Orígens
Va néixer a Madrid el 17 d'octubre de 1878, fill de Carlos María Fitz-James Stuart y Portocarrero, XVI duc d'Alba, i de María del Rosario Falcó y Osorio, comtessa de Siruela i filla dels ducs de Fernán-Núñez.
Va estudiar a l'Institut Cardenal Cisneros de Madrid i al Beaumont College del Regne Unit. Després es llicencià en Dret a la Universitat de Madrid.

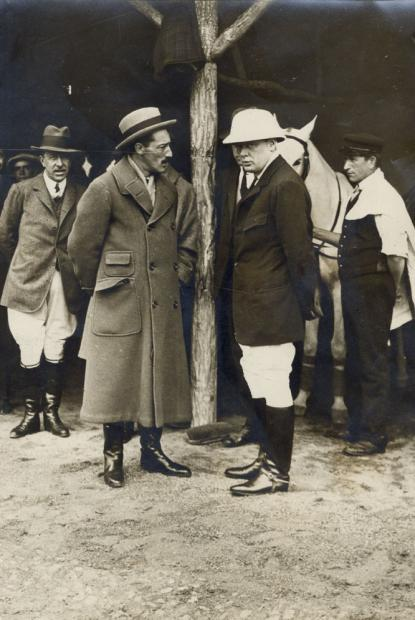
El duc d'Alba i Winston Churchill durant un partit de polo a la Reial Casa de Campo, Madrid (1914).

Va ostentar els títols de IX duc de Berwick, XVI duc de Peñaranda de Duero, XXI comte de Lemos i entre altres títols nobiliaris espanyols. Posseïdor d'un caràcter excepcional, va ser una de les figures més respectades de l'Espanya del moment. Va ser gentilhome de cambra amb exercici del rei Alfons XIII, a qui li unia una íntima amistat i una profunda lleialtat.
El 1909 Jacobo Fitz-James Stuart y Falcó va crear un panteó agregant una capella al Monestir de la Inmaculada Concepción (Loeches) per la Casa d'Alba, que va ser obra de Juan Bautista Lázaro inspirat en el del Monestir de l'Escorial.
Amb 41 anys va participar en els Jocs Olímpics d'Anvers de 1920 en la competició de polo, obtenint la Medalla de plata. L'aristocràtic equip espanyol que va obtenir la plata estava compost, a més de pel Duc d'Alba, pel seu germà petit Hernando, pels germans Álvaro i José de Figueroa, fills del comte de Romanones i per Leopoldo Sainz de la Maza.
El mateix any es va casar en l'ambaixada d'Espanya a Londres el 7 d'octubre de 1920 amb María del Rosario de Silva y Gurtubay, X Marquesa de San Vicente del Barco, Dama de la Reina Victòria Eugènia d'Espanya, filla dels Ducs d'Aliaga i hereva de l'immens patrimoni de la Casa de Híjar, tenint com a filla Cayetana Fitz-James Stuart.

## Activitat política
Va participar activament a la política nacional, per tal de donar suport al rei Alfons XIII. El 1903 va ser elegit diputat al Congrés pel districte de Lalín (Pontevedra), i per Illescas (Toledo) el 1905, 1907 i 1914, sempre en representació del Partit Conservador. El 1916 va esdevenir senador per dret propi. Durant la dictadura de Primo de Rivera, entre 1927 i 1929, va ser membre de l'Assemblea Nacional de la Dictadura, i amb la caiguda del general i l'adveniment del govern de Dámaso Berenguer, aquest el va nomenar ministre d'Instrucció Pública i Belles Arts a les primeries de 1930, i de 24 de febrer del mateix any a 19 de febrer de 1931 va ocupar la cartera d'Estat.
Amb l'esclat de la Guerra Civil, el 21 de novembre de 1937, el general Francisco Franco el va nomenar representant del règim franquista a Londres. L'activitat del duc va ser rellevant per contribuir al salvament de part del patrimoni cultural espanyol i procurar que ni França ni el Regne Unit intervinguessin a la guerra. En acabar la contesa bèl·lica, Franco el va nomenar ambaixador a Londres, el 8 de març de 1939, després de la renúncia obligada de l'ambaixador republicà, Pablo de Azcárate y Flórez.
El 19 de març de 1945, Joan de Borbó i Battenberg, pretendent al tron d'Espanya, va fer públic el Manifest de Lausana, on es demanava a Franco que donés pas a una monarquia moderada, democràtica i constitucional, i s'acompanyava amb una ordre dirigida a eminents monàrquics perquè renunciessin als seus càrrecs amb la dictadura. Segons l'historiador Paul Preston, autor del llibre Franco, caudillo de España, el primer a fer-ho va ser el duc d'Alba, que va abandonar l'ambaixada de Londres.

## Activitat cultural
El duc va tenir una important activitat cultural en molts àmbits. Sobretot va ser un apassionat de la història. Va ser membre de la Reial Acadèmia de la Història, i des 1927 el seu president. Fou nomenat doctor honoris causa de la Universitat d'Oxford i cavaller de l'Insigne Orde del Toisó d'Or (1926) i Gran Creu del Reial i Distingit Orde de Carles III (1919). Tanmateix, també va presidir l'Associació Wagneriana, va ser membre dels patronats del Teatre Reial, del Museu del Prado o del Reial Automòbil Club.
El 1914 va ser nomenat acadèmic honorari de la Reial Acadèmia Espanyola, i esdevingué membre de número el 14 de març de 1943, amb el discurs Los mecenazgos ilustres, i passà a ocupar la lletra J.
Va promoure la reconstrucció de la seu de la Casa d'Alba en Madrid, el Palau de Liria, que va ser incendiat durant la Guerra Civil Espanyola, treball en el qual va col·laborar la seva filla Cayetana. Va morir sense veure l'obra acabada i va ser aquesta qui la va prosseguir i va concloure. A fi d'enriquir la col·lecció artística, majorment amb obres relatives als seus avantpassats, el duc va adquirir diverses pintures al mercat internacional, d'autors com Rubens.
Va promoure l'estudi de la història de la Casa d'Alba i de les seves col·leccions d'art. Ell mateix va estudiar la figura del seu avantpassat, Fernando Álvarez de Toledo i va publicar el seu epistolari en tres volums, i també va estudiar i publicar la biografia de la seva bestia, l'emperadriu Eugènia de Montijo. Així mateix va publicar Correspondencia de Gutiérrez Gómez de Fuensalida, embajador de Alemania, Flandes e Inglaterra i Noticias históricas y genealógicas de los Estados de Montijo y Teba.
Va morir a Suïssa el 24 de setembre de 1953 als 74 anys, i fou enterrat a la capella familiar de Loeches.

## Títols

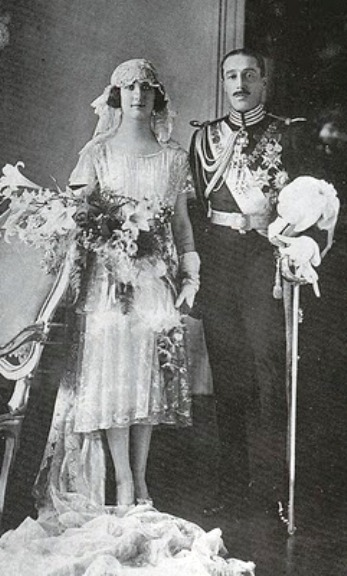
El casament del XVII Duc d'Alba amb la X Marquesa de San Vicente del Barco.

Com a cap de la Casa d'Alba, Jacobo María del Pilar Fitz-James Stuart va tenir la possessió dels següents títols nobiliaris, fins i tot d'alguns que ja no pertenanyen a la casa ducal:
- X Duc de Berwick upon Tweed (noblesa d'Anglaterra)
- X Comte de Tinmouth (títol subsidiari del Duc de Berwick)
- X Barón Bosworth (títol subsidiari del Duc de Berwick)
- XVII Duc d'Alba de Tormes (amb Grandesa d'Espanya)
- II Duc d'Arjona (amb Grandesa d'Espanya)
- XVII Duc de Huéscar (amb Grandesa d'Espanya)
- X Duc de Llíria i Xèrica (amb Grandesa d'Espanya)
- IX Duc de Montoro (amb Grandesa d'Espanya)
- XIII Comte-Duc d'Olivares (amb Grandesa d'Espanya)
- Marquès d'El Carpio (amb Grandesa d'Espanya)
- Comte de Baños (amb Grandesa d'Espanya)
- XXI Comte de Lemos (amb Grandesa d'Espanya)
- Comte de Lerín (amb Grandesa d'Espanya)
- Comte de Miranda del Castañar (amb Grandesa d'Espanya)
- XX Comte de Módica (Sicília)
- Comte de Monterrey (amb Grandesa d'Espanya)
- Comte d'Osorno (amb Grandesa d'Espanya)
- Comte de Siruela (amb Grandesa d'Espanya)
- Conestable de Navarra i d'Eibar (amb Grandesa d'Espanya)
- XIV Comte d'Ayala
- Marquès d'Andrade
- Marquès d'Ardales
- XIII Marquès de Barcarrota
- Marquès de Casarrubios del Monte
- XVIII Marquès de Coria
- Marquès d'Eliche
- Marquès de Fuentes de Valdepero
- Marquès de Fuentidueña
- Marquès de Galve
- Marquès de Gelves
- Marquès de Mirallo
- XI Marquès de La Algaba
- Marquès de La Mota
- Marquès de Moya
- Marquès d'Osera
- Marquès de Piedrahíta
- Marquès de Salvatierra
- Marquès de San Esteban de Gormaz
- Marquès de San Leonardo
- Marquès de Santa Cruz de la Sierra
- Marquès de Sarriá
- Marquès de Tarazona
- Marquès de Valdunquillo
- Marquès de Villalba
- Marquès de Villanueva del Fresno
- Marquès de Villanueva del Río
- Vescomte de la Calzada
- Señor de Moguer

Llegà el Ducat de Montoro a la seva filla abans que es casés amb Luis Martínez de Irujo y Artázcoz.

## Distincions honorífiques
- Cavaller Gran Creu del Reial i Distingit Orde de Carles III (Regne d'Espanya, 1919).
- Cavaller del Collar del Reial i Distingit Orde de Carles III (Regne d'Espanya).
- Cavaller de la Insigne Orde del Toisó d'Or (Branca Espanyola, 26/05/1926).[12]
- Gran Creu de la Legió d'Honor (República Francesa)
- Gran Creu del Reial Orde Victorià (Regne Unit)
- Mestrant en la Real Maestranza de Sevilla.